# Alternativa Valenciana
Alternativa Valenciana, partido político de la Comunidad Valenciana, fundado en 1998 como escisión de Iniciativa de Progrés de la Comunitat Valenciana.
Dirigido por Rafael Navarro, concurrió a las elecciones autonómicas y municipales de 1999, en las que obtuvo 8.073 votos (de ellos 3.389 votos en la ciudad de Valencia) y 11 concejales en toda la Comunidad Valenciana. [cita requerida]
La formación se reintegró a Unió Valenciana en 2005.